# Municipio de Linn (condado de Dallas)
El municipio de Linn (en inglés: Linn Township) es un municipio ubicado en el condado de Dallas en el estado estadounidense de Iowa. En el año 2010 tenía una población de 539 habitantes y una densidad poblacional de 5,75 personas por km².

## Geografía
El municipio de Linn se encuentra ubicado en las coordenadas 41°38′41″N 94°13′19″O / 41.64472, -94.22194. Según la Oficina del Censo de los Estados Unidos, el municipio tiene una superficie total de 93.7 km², de la cual 93,69 km² corresponden a tierra firme y (0 %) 0 km² es agua.

## Demografía
Según el censo de 2010, había 539 personas residiendo en el municipio de Linn. La densidad de población era de 5,75 hab./km². De los 539 habitantes, el municipio de Linn estaba compuesto por el 98,89 % blancos, el 0,19 % eran afroamericanos, el 0,19 % eran isleños del Pacífico, el 0,37 % eran de otras razas y el 0,37 % eran de una mezcla de razas. Del total de la población el 0,93 % eran hispanos o latinos de cualquier raza.